# Gaturro: la película
Gaturro: la película és una pel·lícula animada mexicana-argentina en 3D, basada en el personatge de Nik i dirigida per Gustavo Cova.
Es va estrenar el 9 de setembre de 2010 a l'Argentina. Va ser la tercera pel·lícula argentina més taquillera d'aquest any i es va projectar a tota Llatinoamèrica i Espanya.
La pel·lícula va ser ben rebuda al seu país d'origen, va tenir com a qualificació un 62 de 100 al lloc web "Todas Las Críticas" i va obtenir un total de 2,1 milions de dòlars localment. La seva recaptació mundial gairebé supera els 3 milions de dòlars, però si bé va ser un èxit al seu país d'origen, no va poder cobrir els diners invertits. El DVD de la pel·lícula es va estrenar el 15 de febrer del 2011.

## Argument
Gaturro és un gat entremaliat que vol conquistar Ágatha, la gata de la seva vida, però cada vegada que intenta conquistar-la, un gat anomenat Max s'interposa. Ágatha s'impressiona amb Max perquè les coses que té Max són millors que la que té Gaturro. Gaturro li pregunta a Ágatha com és el gat de la seva vida i Ágatha mira enamorada a Michou, un gat famós que protagonitza el seu propi programa, Tick Cat.
Després Michou, el gat que actua com a superheroi en la televisió, renúncia així que el productor havia de buscar un substitut; després, quan Gaturro veu aquest anunci var a audicionar, va conèixer a un ratolí anomenat Rat Pit, qui li cantava per resoldre els seus problemes i fins i tot el va ajudar en l'audició, però Max el va arruïnar tirant-li puces de gos a Gaturro perquè aquest no volia que Gaturro sortís a la televisió i així no impressionés l'Ágatha. Però després al productor se li va ocórrer una idea i van contractar Gaturro per fer d'un superheroi anomenat Flea Cat i així sortir a la televisió, de manera que es fa famós. Però amb tanta fama no podia estar molt temps amb Ágatha i això entristia molt Gaturro, mentre Max explotava d'alegria. Després Ágatha va començar també a estranyar a Gaturro però Max intentava afanyar les seves noces amb Ágatha, tot i que ella no sabia si volia casar-se amb ell.
Un dia Gaturro va anar amb Ágatha a passar una estona al parc, però el productor el va trobar i el va portar a una empresa a Cosmogatilan; aquí arriba una gata atractiva anomenada Gatalina Yolí i besa a Gaturro al carxot. Ágatha ho veu i s'enfureix molt, així que ella decideix casar-se amb Max. Li va donar les invitacions a Max, però Max va amagar la invitació per Gaturro. I just aquest dia de les noces, era el lliurament dels premis Oscat (El lliurament era semblant als Premis Óscar) i Gaturro estava nominat. Després al dia de lliurament dels premis Oscat, Gaturro va demanar a Rat Pit que porti el seu collaret. En tornar, Rat Pit escolta Max parlant amb Ágatha sobre les seves noces i Rat Pit va corrent a dir-li-ho a Gaturro, però Max va tractar d'agafar Rat Pit. Finalment Max no va poder agafrar-lo i Rat Pit va escapar. Després Rat Pit li va contar a Gaturro sobre les noces de Agatha i Max, però la propietària de Michou, Mimicha segresta Gaturro perquè li va robar la fama a Michou i el porta en un costal. Després Rat Pit buscarà als amics de Gaturro perquè l'ajudin. Més tard Mimicha deixa tancat Gaturro a la seva casa; Gaturro es troba amb Michou i treballen junts per a sortir.
Després Gaturro i els seus amics van en el cotxe remolcat de Mimicha i aquesta els veu i els segueix en una moto, però no va aconseguir enxampar-los. Després, quan Ágatha estava a punt de casar-se amb Max, arriba Gaturro i els interromp. Gaturro tracta de convèncer Ágatha que no es casi amb Max i Ágatha no sabia que dir; però Ágatha s'adona que Max havia guardat la invitació de Gaturro i que havia pagat a Gatalina per besar a Gaturro i llavors Ágatha ja no va voler casar-se, però Max no es rendeix perquè va fer aparèixer un robot mecànic, que Gaturro i els seus amics aconsegueixen destruir tirant a l'aigua el control remot que el controlava. Després Max és vençut pel germà de Gatalina i després Ágatha i Gaturro viuen feliços. Rat Pit aconsegueix tenir el seu propi Xou i Ágatha finalment li va dir si a Gaturro. Al final de la pel·lícula Gaturro rebota de felicitat pertot arreu i sortint de la pantalla.

## Repartiment
- Mariano Chiesa com Gaturro.
- Agustina Cirulnik com Ágatha.
- Pablo Gandolfo com Rat Pit.
- Leto Dugatkin com Max.
- Valeria Gómez com Katy Kit.
- Gustavo Dardés com Federico Michou.
- Ándres Sala Rigler com Mimicha.
- René Sagastume com Alplato, El director.
- Gustavo Bonfigli com Daniel.
- Lucila Gómez com Luz.
- Mara Campanelli com Agustín.

Doblado a Argentina a l'estudi Stravos Digital Sound el juliol de 2010.

## Producció
A la fi del 2007 va començar la producció de la pel·lícula, que era principalment una pel·lícula produïda per l'Argentina i la Xina. La producció es va anunciar a través d'una entrevista amb Nik i Laura Losoviz a la revista del diari La Nación.
En els anys 2008 i 2009 van començar a estrenar-se avançaments realitzats per Illusion Studios. Algunes escenes van ser projectades en la Fira del Llibre del 2009.
No obstant això, a causa de l'èxit de pel·lícules en format 3D i els plans d'internacionalització de la pel·lícula, es va començar de nou la producció.
Un animador que va treballar en la producció des del 2008 es va queixar del fet que no hi havia guió per al moment de treballar l'animació de la pel·lícula, i animaven el que imaginaven des d'una escaleta, encara que va considerar la pel·lícula "visualment correcta". També va criticar que el guió estava mal escrit i amb faltes d'ortografia.

## Estrena
A Argentina Gaturro, la película va rebre crítiques mixtes positives de part dels crítics, rebent un 62% al lloc web TodasLasCríticas.
El film va començar en el primer lloc de la taquilla en el seu cap de setmana d'estrena, venent un total de 82.987 entrades en 101 pantalles amb una recaptació de $1,818,510 pesos ($460,089 dòlars), el 67% de les entrades foren venudes de part de les funcions 3D (55.757 persones).
Va finalitzar el seu recorregut en cinemes amb més de 418.000 espectadors i amb una recaptació de 8.4 milions de pesos ($2,116,587 dòlars) a l'Argentina, el seu millor mercat.

## Home Vídeo
Es va estrenar en DVD el 15 de febrer de 2011, editat per AVH San Luis. El DVD inclou àudio espanyol 5.1 i anglès 5.1 i subtítols a l'anglès, espanyol i espanyol per a hipoacúsics. Com a extres té el tràiler oficial, dos jocs interactius (Colorea a Gaturro i Agatha y Encuentra a Gaturro), el tràiler de Mundo Gaturro (2010), una sinopsi, Fitxa artística i Fitxa tècnica. També a l'inici presenta una promoció De Vuelta al Cole i una altra de Mundo Gaturro.
En el seu llançament, el DVD va incloure un codi especial per Mundo Gaturro i dues promocions de descompte de passaport per a aquest lloc.